# Миелопид
Миелопид — иммуностимулирующий препарат пептидной природы, получаемый из культуры клеток костного мозга млекопитающих (свиней или телят).

## Фармакологические свойства
При иммунодефицитных состояниях миелопид восстанавливает показатели В и Т систем иммунитета, стимулирует продукцию антител и функциональную активность иммунокомпетентных клеток и способствует восстановлению ряда других показателей гуморального звена иммунитета. 
Миелопид повышает функциональную активность лейкоцитов периферической крови. При наличии дисбаланса клеток CD8/CD4 в организме миелопид восстанавливает нормальное соотношение этих субпопуляций Т-лимфоцитов, что приводит к коррекции уровня антителообразования. В продуктивной фазе иммунного ответа миелопид индуцирует 2-3-кратное увеличение продукции иммуноглобулинов, усиливает фагоцитоз макрофагами и нейтрофилами, корригирует некоторые врожденные и приобретенные дефициты Т- и В-системы иммунитета. Доказана способность миелопида корригировать дифференцировку кроветворных клеток-предшественников у мышей с экспериментальным Т-иммунодефицитом. При изучении действия миелопида на иммунный гомеостаз в постреанимационный период показано, что данный иммуностимулятор активирует преимущественно гуморальные иммунные реакции. В последние годы выделены и структурно охарактеризованы 6 типов миелопидов (МП-1, МП-2 и др.), каждый из которых действует на определённые показатели неспецифической резистентности организма и системы иммунитета.

## Клиническое применение
Применяют миелопид у взрослых при вторичных иммунодефицитных состояниях с преимущественным поражением гуморального звена иммунитета, в том числе для предупреждения инфекционных осложнений после хирургических вмешательств, травм, остеомиелита, в комплексном лечении ожоговой болезни и других патологических процессов, сопровождающихся воспалительными осложнениями, а также для лечения осложнений при неспецифических легочных заболеваниях, хронических пиодермиях и др. Применение миелопида является частью комплексной терапии указанных заболеваний. Стресс-протективное действие миелопида может быть эффективно использованио для профилактики различных стресс-индуцированных иммунодефицитных состояний. Показана способность миелопида восстанавливать редукцию гуморального и клеточного звена иммунитета при отравлении различными ксенобиотиками.
При применении миелопида возможны головокружение, слабость, тошнота, гиперемия и болезненность в месте введения, повышение температуры тела.

## Противопоказания
Беременность, осложненная резус-конфликтом.